# Салеси, Луис
Доктор Луис О. Салеси (исп. Luis O. Salesi; даты рождения и смерти неизвестны) — аргентинский футбольный функционер, второй президент КОНМЕБОЛ (с 1926 по 1939 год).

## Биография
О биографии Луиса Салеси известно крайне мало. Нет данных о том, что он занимался футболом на высоком уровне. В 1920-е годы Салеси упоминается в ряде источников среди руководителей клуба «Бока Хуниорс» и национальных клубных турниров Аргентины. Так, в книге Орасио Росатти «El período amateur (1905-1920)» о любительском периоде в истории «Боки Хуниорс» упоминается, что Салеси уже в 1925 году входил в штаб руководства делегации «Боки» во время знаменитого турне аргентинской команды по Европе. Салеси был вице-президентом «Боки» во второй половине 1920-х и в первой половине 1930-х годов.
18 мая 1931 года доктор Луис О. Салеси вошёл в состав комиссии, учредившей новую профессиональную футбольную лигу в Аргентине, существующую (хотя и под другим названием) поныне. Вместе с Салеси в комиссию вошли Хулио Планиси, Эдуардо Ларрандар, Энрике Д’Элия и доктор Хасинто Армандо. Они разработали Устав лиги как профессиональной организации, что даёт возможность предположить, что Луис О. Салеси был доктором философии по юриспруденции.
В 1926 году Луис Салеси возглавил КОНМЕБОЛ вместо уругвайца Эктора Ривадавии Гомеса — одного из основателей главной континентальной футбольной организации Южной Америки, при котором южноамериканский футбол выдвинулся на лидирующие позиции в мире. Непосредственно уже при Салеси в 1930 году в Уругвае состоялся первый чемпионат мира под эгидой ФИФА, в финале которого сыграли две южноамериканские сборные — Уругвая и Аргентины (как и двумя годами ранее в финале Олимпийского турнира в Амстердаме). Кроме того, при Салеси на посту президента КОНМЕБОЛ сборная Бразилии в 1938 году заняла третье место на чемпионате мира во Франции.
Салеси возглавлял КОНМЕБОЛ с 29 апреля 1926 по 15 января 1939 года.